# Hermann Seifert (Politiker)
Hermann Seifert (* 8. Februar 1841 in Ebnat; † 30. Juni 1909 in St. Gallen; reformiert; heimatberechtigt in Wartau) war ein Schweizer Pfarrer, Journalist und Regierungsrat des Kantons St. Gallen.

## Leben
Hermann Seifert wurde geboren als Sohn des Pfarrers und Politikers Huldreich Seifert und der Emilie, geb. Oberteuffer. Er studierte Theologie an den Universitäten Tübingen, Jena und Zürich. Während seines Studiums wurde er 1860 Mitglied der Burschenschaft Arminia auf dem Burgkeller. Von 1863 bis 1870 amtete er als Pfarrer in Gretschins und von 1870 bis 1873 in Ebnat. Von 1876 bis 1881 war er Redaktor der St. Galler Zeitung und von 1882 bis 1909 des Tagblatts der Stadt St. Gallen.
Von 1870 bis 1906 gehörte Seifert als Vertreter der Radikalliberalen dem St. Galler Kantonsrat an.
Von 1873 bis 1875 war er Regierungsrat und stand dem Erziehungsdepartement vor.
1874 war er Landammann des Kantons St. Gallen.
Seifert blieb ledig. Er war ein Halbbruder des St. Galler Ständerats Huldrich Arnold Seifert. Seiferts Nachlass befindet sich in der Kantonsbibliothek St. Gallen. Aus diesem Nachlass wurde die Burg Wartau 1911 der Ortsgemeinde Wartau (Bürgergemeinde) geschenkt. Hermann Seifert war demnach der letzte private Besitzer des Wartauer Wahrzeichens.

## Wirken
«Im Sinne seines kulturkämpferischen Engagements versuchte Seifert als Regierungsrat vergeblich, das Primar- und Realschulwesen von den konfessionellen Schulgemeinden auf die politischen Gemeinden zu übertragen.»